# Giovanni Gorgone
Giovanni Gorgono (San Piero Patti, 15 december 1801 – Palermo, 4 februari 1868) was hoogleraar ontleedkunde (1825-1866), pathologische ontleedkunde en chirurgie (1846-1866) aan de universiteit van Palermo, Sicilië. Voor 1860 behoorde Sicilië tot het koninkrijk der Beide Siciliën, nadien tot het eengemaakte koninkrijk Italië.
Zijn handboeken anatomie werden aan meerdere Italiaanse universiteiten gebruikt.

## Levensloop
Nadat Gorgono zijn studies geneeskunde had beëindigd aan de universiteit Messina werd hij benoemd tot hoogleraar ontleedkunde aan de universiteit van Palermo (1825). Voor Gorgono begon de academische carrière op jonge leeftijd. Het zette hem ertoe aan een anatomisch theater te bouwen, alsook een bibliotheek en een anatomisch kabinet. Zijn beschrijvingen over de tunica intima van bloedvaten en over het gebit gaven hem bekendheid buiten de grenzen der Beide Siciliën. 
Zijn leerstoel combineerde Gorgono met een chirurgische praktijk. Hij kreeg er de leerstoel chirurgie en pathologische ontleedkunde bij vanaf 1846. Hij deed onderzoek naar resecties van kaakbeenderen en speekselkliertumoren. Hij beschreef hoe organen in de doodsstrijd op verschillende tijdstippen het begaven. Hij heeft een veertigtal medische publicaties op zijn naam.
In 1860-1861 vielen de troepen der Roodhemden onder bevel van Garibaldi de Beide Siciliën binnen. Gorgono bood chirurgische hulp aan, met name tijdens de Slag van Milazzo (1860) nabij de Siciliaanse havenstad Messina. In Milazzo bouwde Gorgono een veldhospitaal.
In 1867, ter gelegenheid van zijn emeritaat, werd het ziekenhuis Convento della Concezione waar hij opereerde, een universitair ziekenhuis.
Gorgone werd begraven in de San Domenicokerk in Palermo, een soort Pantheon van beroemde Sicilianen. Bovenop zijn grafmonument staat een marmeren buste.